# Fallugia paradoxa
Fallugia paradoxa là loài thực vật có hoa trong họ Hoa hồng. Loài này được (D. Don) Endl. ex Torr. mô tả khoa học đầu tiên năm 1848.

## Hình ảnh

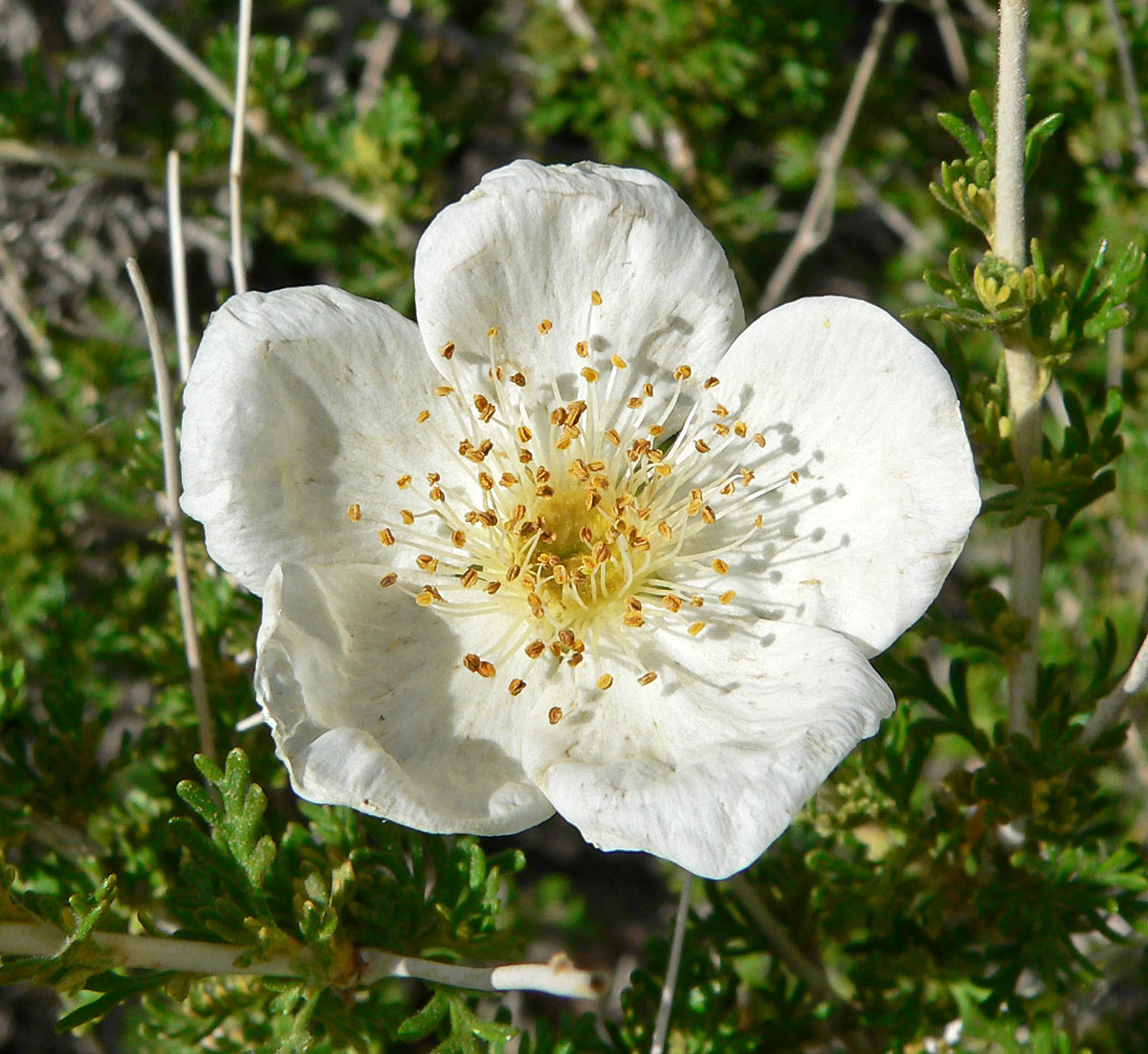
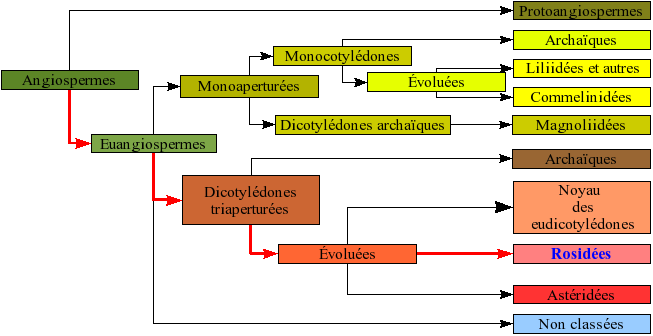
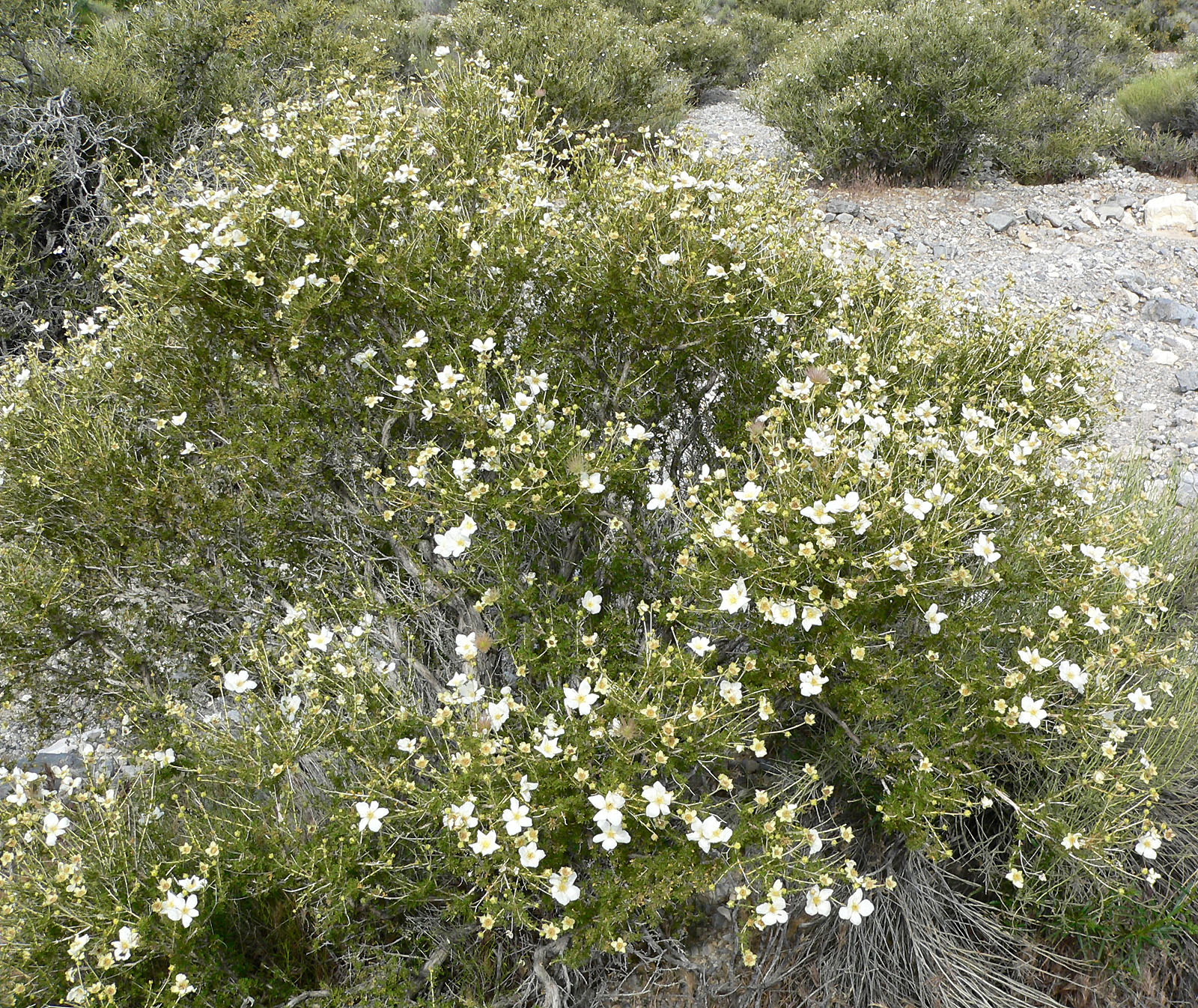
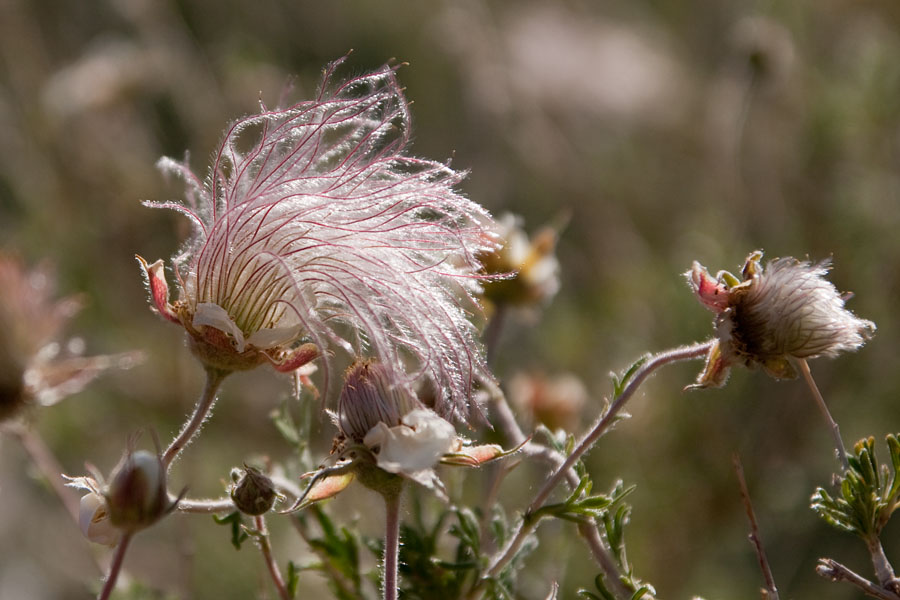